# Donauturm
Der Donauturm ist ein Aussichtsturm am Rande des Donauparks im 22. Wiener Gemeindebezirk Donaustadt. Er wurde von 1962 bis 1964 anlässlich der Wiener Internationalen Gartenschau errichtet.
Der Donauturm ist eines der Wahrzeichen Wiens, ein weithin sichtbarer Werbeträger und ein beliebtes Ausflugsziel. Er löste mit 252 Meter Bauhöhe den Stephansdom als höchstes Gebäude Österreichs ab. Seit dem Abriss der Sendemasten Bisamberg im Jahr 2010 ist er auch wieder das höchste Bauwerk in Österreich insgesamt.
Im Turmkopf befinden sich über der festen Aussichtsplattform die beiden etwas weniger weit auskragenden Drehrestaurants, das sind in 160 Metern Höhe das Turmcafé und in 170 Metern Höhe das Turmrestaurant. Am Turmfuß befindet sich der ursprüngliche Pavillon mit dem Eingangsbereich, und an diesen anschließend ein Restaurantbetrieb. Dieser wurde nach umfangreichen Umbau- und Erweiterungsarbeiten im Jahr 2019 in „Donaucafé“ umbenannt. Überdies wurde mit dem „Donaubräu“ eine weitere Restauration zugebaut. Neben der touristischen Nutzung dient der Turm auch als Sendeanlage und als Messstation für Wetterdaten und Luftschadstoffe.
Im Jahr 2015 erwarb ein Konsortium bestehend aus der Blaguss-Gruppe, Guntram Fessler (Smile Group), Gilbert Leeb und Matthias Kamp von der Unicredit Bank Austria deren 95-Prozent-Anteile am Donauturm. 2017 erwarb die Investorengemeinschaft auch die restlichen rund fünf Prozent der Anteile, die sich seit Beginn im Besitz der Schwechater Brauerei und damit im Weiteren der Brau Union befanden.

## Geschichte

### Planung und Errichtung
Der Donauturm ist zur Wiener Internationalen Gartenschau 1964 (WIG 64) errichtet worden. Der Entwurf ist vom Architekten Hannes Lintl, und der Ingenieur Robert Krapfenbauer führte die statischen Nachweise. Am 12. Oktober 1962 erfolgte die offizielle Grundsteinlegung, als das Fundament fertig betoniert war. Am 16. April 1964 eröffnete Bundespräsident Adolf Schärf den Turm feierlich – nach rund 20 Monaten Bauzeit unter der Leitung von Eberhard Födisch. Im Frühjahr 1964 wurde die Grundsteinlegungsurkunde in einer Kupferhülle im Fußboden im Eingangsbereich des Turmes eingebaut.
Die Stadt Wien hatte den Bau des Turms bei der Donauturm Aussichtsturm- und Restaurantbetriebsgesellschaft m.b.H. in Auftrag gegeben, diese ist bis heute der Betreiber des Donauturms. Von 1962 bis Ende 2015 waren zu 95 % die öffentlich-rechtliche ehemalige Zentralsparkasse der Gemeinde Wien, heute über Zwischengesellschaften zur Unicredit Bank Austria gehörend und zu 5 % die ehemalige Brauerei Schwechat, heute Brau Union, die Gesellschafter des Donauturms. Das Grundstück wurde von der Stadt Wien beigestellt und an die am 4. Mai 1962 gegründete Donauturm Liegenschaftsverwaltungsgesellschaft m.b.H. übertragen, die sich bis zum Verkauf Ende 2015 ebenfalls im indirekten Eigentum der Gesellschafter UniCredit Bank und der Brau Union (5,15 %) befand. Dies erfolgte zu 94,85 % über die Ekazent, eine frühere direkte Tochter der Zentralsparkasse, die den Donauturm mitentwickelt hatte. 2015 hatte die Unicredit Bank Austria ihre Mehrheitsanteile am Donauturm an die jetzigen Eigentümer veräußert.

### Seit der Eröffnung

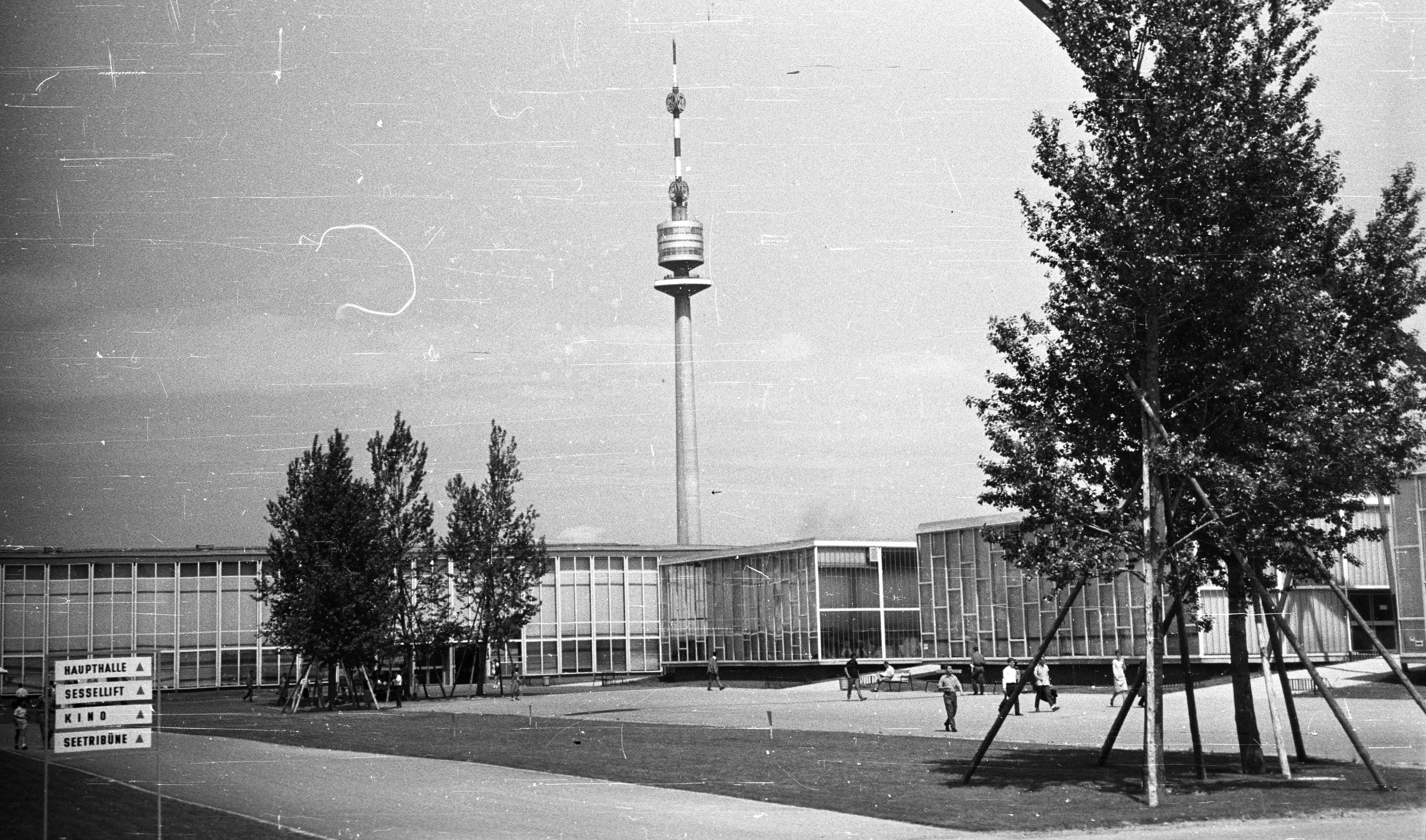
Die Bauten der Internationalen Gartenausstellung 1964 und des Donauturms im Hintergrund

Anlässlich der Internationalen Flugpost-Ausstellung in Wien am 6. Juni 1968 sollten sieben Ballons starten. Drei blieben wegen technischer Probleme am Boden, drei weitere Ballons stiegen auf und fuhren problemlos am Turm vorbei.
Der vierte aufgestiegene Ballon gewann jedoch aufgrund von Pilotenfehlern nicht schnell genug Höhe und wurde im Zickzack direkt gegen den Turm getrieben, wo er zunächst an den Sicherheitsgittern der Brüstung der unteren Aussichtsplattform hängen blieb. Nachdem die Verbindungsseile zum Ballon abgerissen waren, stürzte der Korb mit den Passagieren ab. Der dadurch frei gewordene Ballon trieb daraufhin noch weiter und sank in einiger Entfernung vom Donauturm nieder. Beim Absturz des Korbs kamen der amerikanische Ballonfahrer Francis Shields (1921–1968), der höhere Beamte der Post- und Telegraphenverwaltung Guntram Pammer (1915–1968) und der junge Journalist Dieter Kasper (1944–1968) von der APA ums Leben.
Schüler der Höheren Technischen Lehranstalten Klagenfurt und Villach bauten 1969 für Minimundus ein Modell des Turms im Maßstab 1:25 nach. Im Jahr 1974 fand in der Küche des Donauturms die internationale Kochkunstausstellung statt.

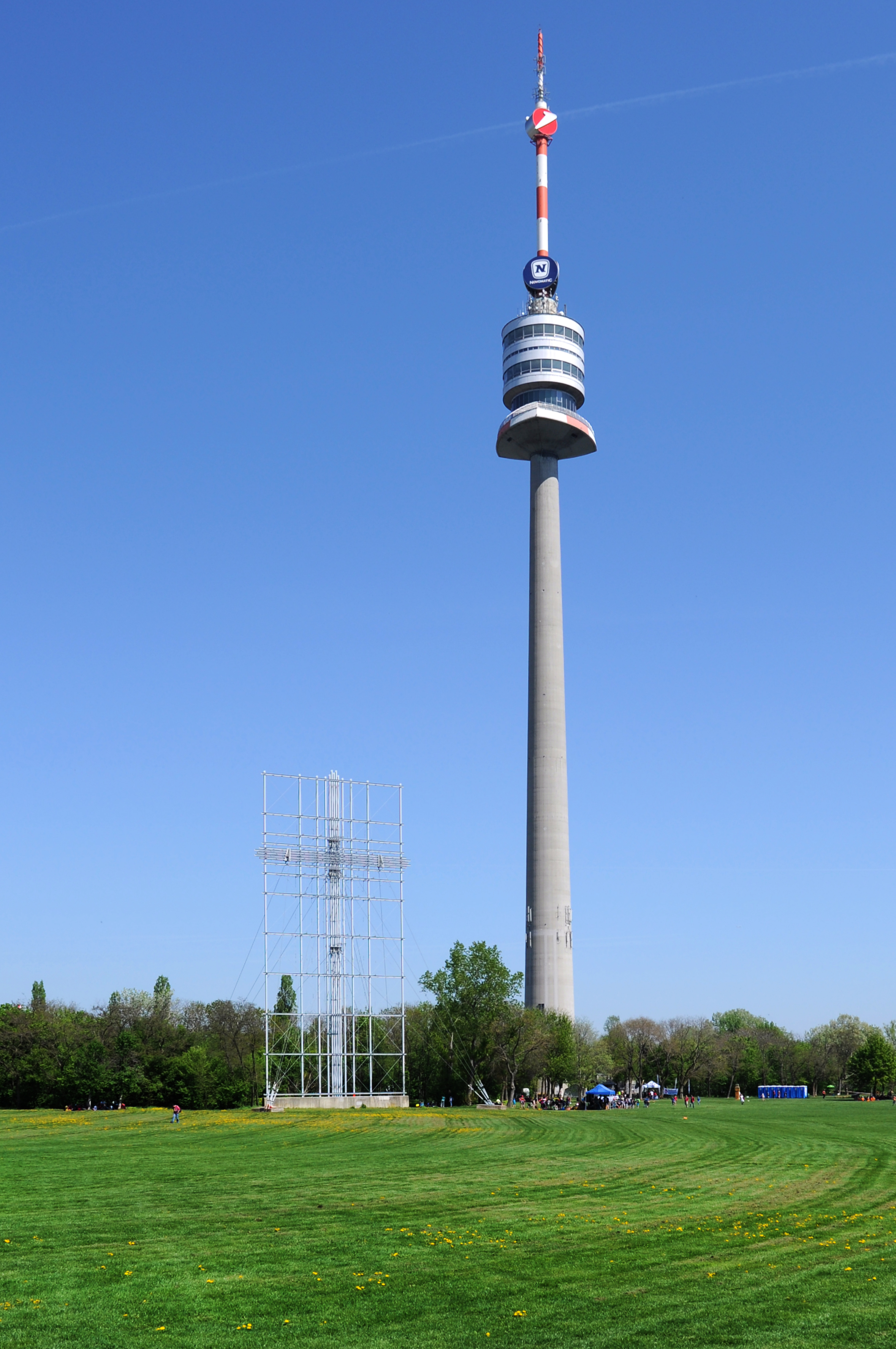
Turm mit Papstkreuz

Anlässlich des Papstbesuchs 1983 fand am 11. September am Fuß des Turms eine Heilige Messe statt, die von Johannes Paul II. zelebriert wurde und an der rund 300.000 Gläubige teilnahmen. 1990 war der Donauturm zwei Tage lang Bestandteil des Jamboree on the air der Pfadfinder, die zusammen mit Funkamateuren völkerverständigende Gruß- und Friedensbotschaften rund um den Globus funkten. Im Jahr 1991 erhielt die Betriebsgesellschaft die Staatliche Auszeichnung und darf seither das Bundeswappen im Geschäftsverkehr verwenden.
Seit Herbst 2002 (nach anderer Quelle seit Mai 2003) ist der Donauturm einer der zulässigen Trauungsorte außerhalb der Wiener Standesämter. Die Zeremonien finden auf der verglasten Terrasse des Turms statt.
Im Jahre 2015 gab die Bank Austria bekannt, ihren Mehrheitsanteil veräußern zu wollen, den sie seit der Eröffnung des Turms, damals noch als Wiener Zentralsparkasse, innegehabt hatte. Die Bank Austria, mittlerweile ein Teil der italienischen Unicredit-Gruppe, wollte sich auf das Kerngeschäft im Bankensektor zurückziehen. Ab Februar stand der Turm zum Verkauf, im August stieg die österreichische Blaguss-Gruppe, ein Transport- und Touristikunternehmen, als Bieter ein. Am 14. Dezember 2015 berichtete das Magazin „Forbes Austria“, dass der Verkauf an Paul Blaguss, Souvenirgroßhändler Guntram Fessler, den Eigentümer der Albertina-Passage, Matthias Kamp, und andere Investoren innerhalb der Gruppe erfolgte. Kaufpreis wurde keiner genannt, Immobilienprofis schätzen ihn jedoch auf 10 Mio. Euro. Der Turm war baulich in gutem Zustand, im Jänner 2016 erfolgte eine Asbestsanierung. 70 der bisher rund 100 Arbeitsplätze sollten nach dem Verkauf bestehen bleiben. Im Jahr 2017 wurden 450.000 Besucher verzeichnet. Rund die Hälfte der Besucher stammten aus dem Ausland, der Rest kam aus Österreich bzw. Wien.

### Renovierung und Erweiterung
Zwischen Jänner 2018 und März 2019 fanden umfangreiche Renovierungs-, Umbau- und Erweiterungsarbeiten im Donauturm selbst sowie in den zugehörigen ebenerdigen Betriebsteilen statt. Für die Modernisierung und Rückführung in den Stil der 1960er-Jahre und für die technischen Adaptierungen und die Erweiterung wurden rund 10 Millionen Euro investiert. Für die Umbau- und Renovierungsarbeiten arbeitete man mit dem österreichischen Architekt Gregor Eichinger in enger Abstimmung mit dem Bundesdenkmalamt (BDA) zusammen.
In der ersten Phase war deshalb der Donauturm von Mitte Jänner bis Mitte Mai 2018 geschlossen, wobei auf den beiden drehbaren Ebenen in der Kanzel das Turmcafé und das darüber liegende Turmrestaurant renoviert wurden. Auf den beiden Aussichtsebenen wurden interaktive Panoramabildschirme installiert, die in acht Sprachen Auskunft über die zu betrachtenden Sehenswürdigkeiten geben.
Nach der Renovierung des Turmes wurde im zweiten Schritt der ebenerdige Teil renoviert bzw. erweitert. Im Eingangsbereich kam eine Videowand hinzu, die die Geschichte von Türmen und der menschlichen Faszination von Höhe zeigt. Außerdem wurden Touchwalls installiert, auf denen Quizze und Geschichten über den Turm, Wien und Österreich gezeigt werden. Zusätzlich wurde das Angebot der Gastronomie erweitert: Im neu hinzugebauten Pavillon befinden sich das Donaucafé und das Donaubräu samt Gastgarten. Das Interieur ist ebenfalls den 1960er-Jahren nachempfunden. An der Decke des Donaubräus sind Werke des italienisch-amerikanischen Künstlers Nicola Verlato zu sehen.
Im April 2019 startete der Donauturm einen eigenen Shuttle-Dienst. Dieser ist elektrobetrieben und bringt die Besucher von den U-Bahn-Stationen U1 Alte Donau und U6 Neue Donau zum Donauturm.
Nachdem die Behördenverfahren für den Betrieb Anfang 2019 weitgehend abgeschlossen waren, wurde der Donauturm am 19. März 2019 offiziell wiedereröffnet.
Ende August 2023 trat ein Defekt des Drehmechanismus auf, die Drehbewegung des Turm Cafés stoppte. Die Getriebe für den Antrieb wurden nach einer Generalüberholung in Deutschland am 30. November 2023 wieder in Betrieb genommen.
Am 15. November 2023, vormittags wurde eine außen am Restaurant angebaute Personenrutsche eröffnet – nach Eigenaussage die am höchsten über dem Boden startende Europas. Sie verläuft vom Zentralgeschoß auf 165 m über Grund zur Aussichtsebene in 150 m Höhe. Das Projekt des Künstlers Carsten Höller soll für zumindest drei Jahre bestehen bleiben. Ein Ausblick ist möglich.

## Beschreibung

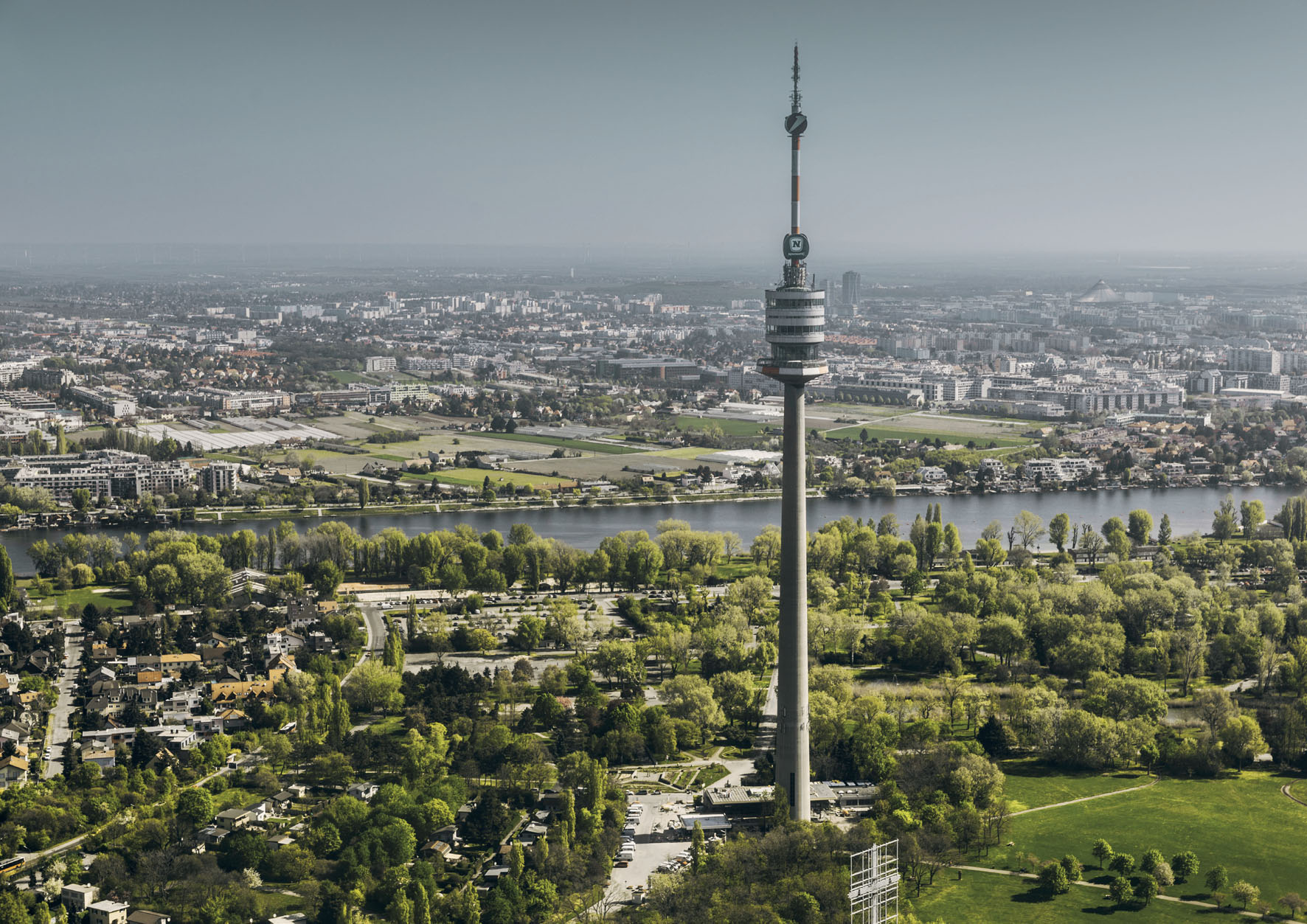
Donauturm und seine Umgebung

Das 252 Meter hohe Turmbauwerk wurde in den 1950er und 60er Jahren nach der „inzwischen entstandenen sogenannten Turmbauweise“ errichtet. Zum Zeitpunkt der Eröffnung war der Donauturm Europas höchster Stahlbetonturm und Österreichs erster Hochbau, der in gerüstfreier Gleitschalungstechnik nach System Siemcrete IN der Siemens Bauunion gebaut wurde. Die klare Gliederung von Turmschaft, Turmkorb und Stahlrohrmast wie auch die Bauart als schlanke Röhre in Stahlbetonbauweise ähnelt in der Formensprache und der Bautechnik den Türmen nach dem Vorbild des Stuttgarter Fernsehturms. Wenngleich der Donauturm nie zur Aufnahme von Fernsehsendeanlagen vorgesehen war, wird er jedoch wegen seiner Bauform als Kopfturm, seiner statischen Ausrichtung und dem vorhandenen Ringfundament und der Errichtung während der ersten weltweiten Turmbauwelle von manchen Autoren der Bau- bzw. Architektur-Fachliteratur als Fernsehturm bezeichnet.
Das Gesamtgewicht von Turmschaft mit Turmkorb und Fundament mit Erdauflast beträgt rund 17.000 Tonnen. Der Stahlbetonturm besteht aus 3750 Kubikmetern Beton und 514 Tonnen Betonstahl. Für die Turmkopfkonstruktion sollten der Grundsteinlegungsurkunde nach 100 Tonnen Profilstahl und 50 Tonnen Aluminium, für den Stahlrohrmast 50 Tonnen Stahl verbaut worden sein.

### Statik
Statisch gesehen handelt es sich bei dem Turmbauwerk um einen im Baugrund nachgiebig eingespannten Kragträger, dessen maßgebende Belastungen das Eigengewicht in Achsrichtung und der Wind senkrecht zur Bauwerksachse sind. Während nach Krapfenbauer (1964) die Verkehrslasten keine bedeutende Rolle bei der statischen Berechnung spielten, mussten hingegen Erdbebenlasten und die aus den Temperaturunterschieden zwischen der sonnenbestrahlten und der im Schatten liegenden Turmhälfte entstehenden Materialspannungen berücksichtigt werden. Die statischen Berechnungen erfolgten – analog zu ähnlichen Türmen – wie bei einem Schornstein unter Beachtung der ÖNORM EN B 4000, B 4006 (§ 6) und B 4200, sowie unter Heranziehung der DIN 4114. Die Knicksicherheiten des Turmschafts liegen nach Krapfenbauer (1964) weit über dem von der ÖNORM geforderten Wert von 2,50. Das wurde unter anderem durch eine Aussteifung des Turmschafts mit drei horizontalen Plattformen erreicht, die als Hauptpodeste fungieren und mit verhältnismäßig leichten Stahlträgern ausgeführt sind, die gleichzeitig die Podestträger der Stiegenanlage darstellen.

### Fundament
Das Fundament ist in acht Metern Tiefe gegründet. Die Fundamentsohle besteht aus einem Kreisring mit 31 Metern Außen-, einem Innendurchmesser von 10,2 Metern und einer Grundfläche von 755 Quadratmetern. Auf dieser gelochten Platte wurde die äußere Kegelstumpfschale mit einer Wanddicke von 70 cm und die innere Kreiszylinderschale mit einer Wandstärke von 55 cm aufbetoniert. Die Zylinderschale stellt die Verlängerung des Turmschafts mit gleichbleibendem Außendurchmesser von 12,0 Metern dar, der damit in den Fundamentkegel bis zur Sohlfläche in ein Ringfundament eingespannt ist. In der Höhe des Fußbodens, im Schnittkreis von Zylinder und Kegelstumpfschale, liegt zusätzlich ein horizontaler Druckring, der eine Randverstärkung der durchbrochenen Decke auf der Nullebene darstellt. Am Außenrand der kreisförmigen Sohlplatte wurden Löcher ausgespart, um gegebenenfalls nachträglich eine Pfahlgründung zu ermöglichen.
Von der Fundamentsohle wird auf den Untergrund (Schotter mit Sand von 6,0 bis 13,5 Meter Tiefe) eine Gesamtlast von rund 17.000 Tonnen übertragen, die sich aufteilt auf 4.700 Tonnen für das Fundament selbst, 5.600 Tonnen Erdauflast auf dem Fundament, 6.300 Tonnen vom Schaft und der Gondel, sowie 400 Tonnen vom Aufzugsschacht. Daneben überträgt das Fundament auf den Untergrund ein Einspannmoment von rund 360 kNm aus der Windlast.

### Turmschaft

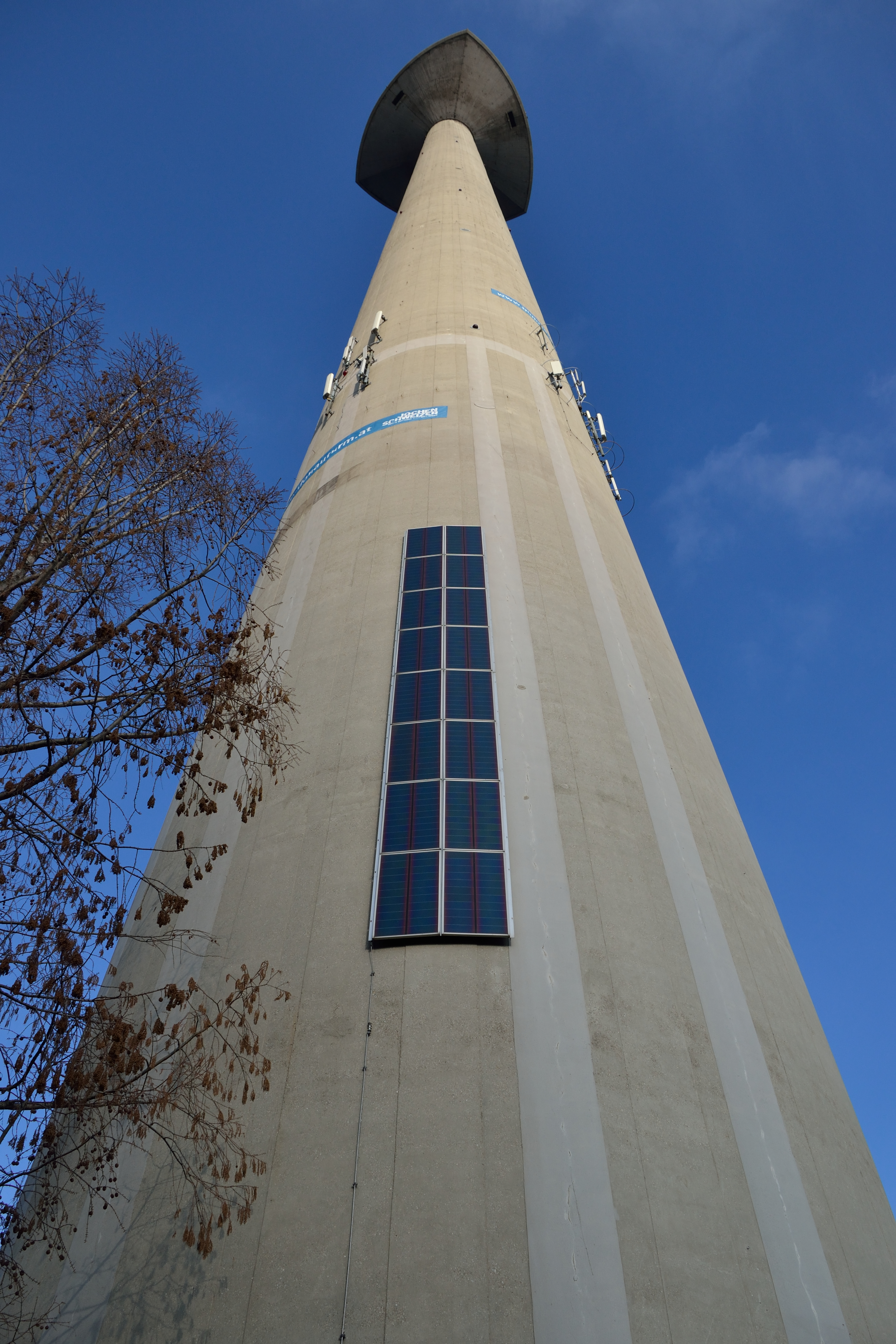
Turmschaft in der Untersicht, im unteren Bereich mit Solarpanelen

Der Schaftdurchmesser beträgt in Geländehöhe 12 Meter, der Turm verjüngt sich in konkaver Krümmung nach oben hin auf 6,2 Meter Durchmesser in 145 Metern Höhe. Im Weiteren hat der Turmschaft bis zu seinem oberen Ende in 181,95 Metern Höhe einen gleichbleibenden Durchmesser. Laut Grundsteinlegungsurkunde von 1962 sollte der Donauturm 260 Meter hoch werden, davon waren 180 Meter für den Stahlbetonschaft und 80 Meter für den darauf sitzenden Stahlrohrmast vorgesehen. In diesem Punkt ist die Grundsteinurkunde fälschlich beschriftet worden, da sich die Bemessung der 260 Meter auf die Gesamthöhe inklusive des acht Meter tiefen Fundaments bezieht, die Gesamthöhe über Grund jedoch nur 252 Meter beträgt. Abzüglich der Schafthöhe von rund 182 Metern, beginnend auf Geländehöhe, verbleiben damit für den Stahlrohrmast rund 70 statt der in der Grundsteinurkunde angegebenen 80 Meter.
In der zweiten Hälfte des Turmschafts kann man auch über eine Treppe mit 779 Stufen und 60 Podesten den Turm bis zur Aussichtsterrasse erklimmen. Das Treppenhaus ist jedoch nur in Notfällen zugänglich.

### Aussichtsterrassen
Auf 150 Metern Höhe umschließt die offene, in Form eines sphärisch gleichseitigen Dreiecks gestaltete Aussichtsterrasse den Turmschaft, die direkt über eine Aufzugsstation erreichbar ist. Die Tragkonstruktion besteht aus einer kegelförmigen Stahlbetonschale, in der die Untergurte der 24 stählernen radialen Schalungsträger einbetoniert sind. Darauf befindet sich eine kreisringförmige Stahlbetonplatte, die die Terrasse darstellt, die für eine Last von 400 Personen ausgelegt ist. Die südliche Ecke des Dreiecks zeigt in Richtung Stephansdom.
Abgesichert ist die Aussichtsterrasse mit einer 1,30 Meter hohen nach innen geneigten Betonbrüstung, auf der ursprünglich ein hohes, nach oben offenes Sicherheitsgitter mit an ihrem oberen Ende nach innen gebogenen Spitzen angebracht war, das später durch einen geschlossenen Gitterkorb ersetzt wurde, der bis zur sogenannten „Kinderterrasse“ heranreicht. Diese zur großen Terrasse zurückgesetzte Ebene mit einem Durchmesser von 14,20 Metern befindet sich in 152,46 („155“) Meter Höhe und stützt sich mittels 24 einen quadratischen Querschnitt aufweisenden, je 2,60 Meter hohen Stahlsäulen auf der Aussichtsterrasse ab. Bei dieser Terrasse gab es nur einen ringsum laufenden Handlauf mit Durchstiegssicherung, durch die Kinder auch ohne Hilfe der Erwachsenen in die Ferne blicken konnten, allerdings nicht direkt hinunter.
Der Raum zwischen den beiden Terrassen war nach dem Bau durch eine leicht zurückversetzte und vom Gelände aus kaum wahrnehmbare Verglasung abgeschlossen. Damit stand nicht nur ein gegen Schlechtwetter geschützter Aussichtsraum zur Verfügung, sondern war auch ein abgeschlossener Raum zwischen der Ausstiegsstelle des Aufzugs und der Aussichtsterrasse vorhanden. Die Kinderterrasse und die Stiegen waren jedoch im Freien. Im Jahr 2000 wurde die alte Verglasung abgetragen und als Schutz vor dem oft starken Wind rund um die bisherige Kinderterrasse eine vollflächige Verglasung errichtet, sodass vom Boden der Aussichtsterrasse bis zum Tragwerk der Gondel ein zweistöckiger geschlossener Raum entstand, heute „Indoor-Terrasse“ genannt. Der obere Stock wird nun auch für Veranstaltungen wie etwa Hochzeiten genutzt. Durch den nunmehrigen, von weitem gut sichtbaren Glaszylinder ist ein neues Erscheinungsbild von Terrassen und Turmkopf entstanden und ihre klare optische wie bauliche Trennung verloren gegangen. Gleichzeitig wurde das Sicherheitsgitter der Aussichtsterrasse durch einen an den Glaszylinder heranreichenden „Käfig“ ersetzt.
Die untere, große Terrasse ist direkt über die Aufzugsstation auf 150 Metern Höhe erreichbar. Von der dritten Aufzugsstation im Zwischengeschoß des Turmkorbs gelangt man über den Vorraum der Turmcaféebene zu einer Treppe, die erst geschlossen durch das Tragwerk/Technikgeschoß und dann um den Turmschaft gerundet auf die ursprüngliche Kinder- und heutige Indoor-Terrasse führt. Von hier führt eine weitere Treppe am Schaft entlang weiter hinunter zur Aussichtsterrasse.

### Turmkorb

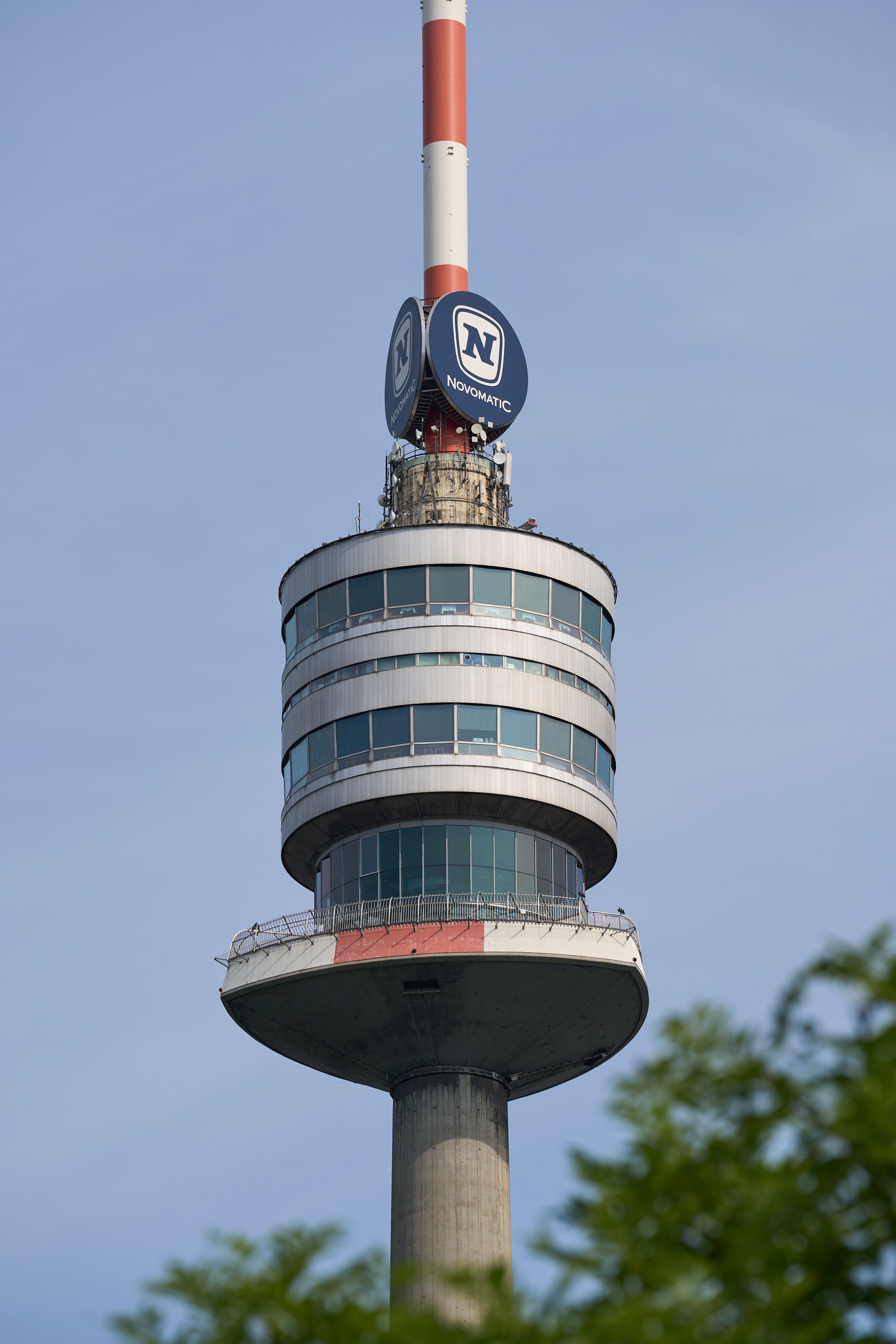
Der Turmkorb (2023) mit Werbeanzeige

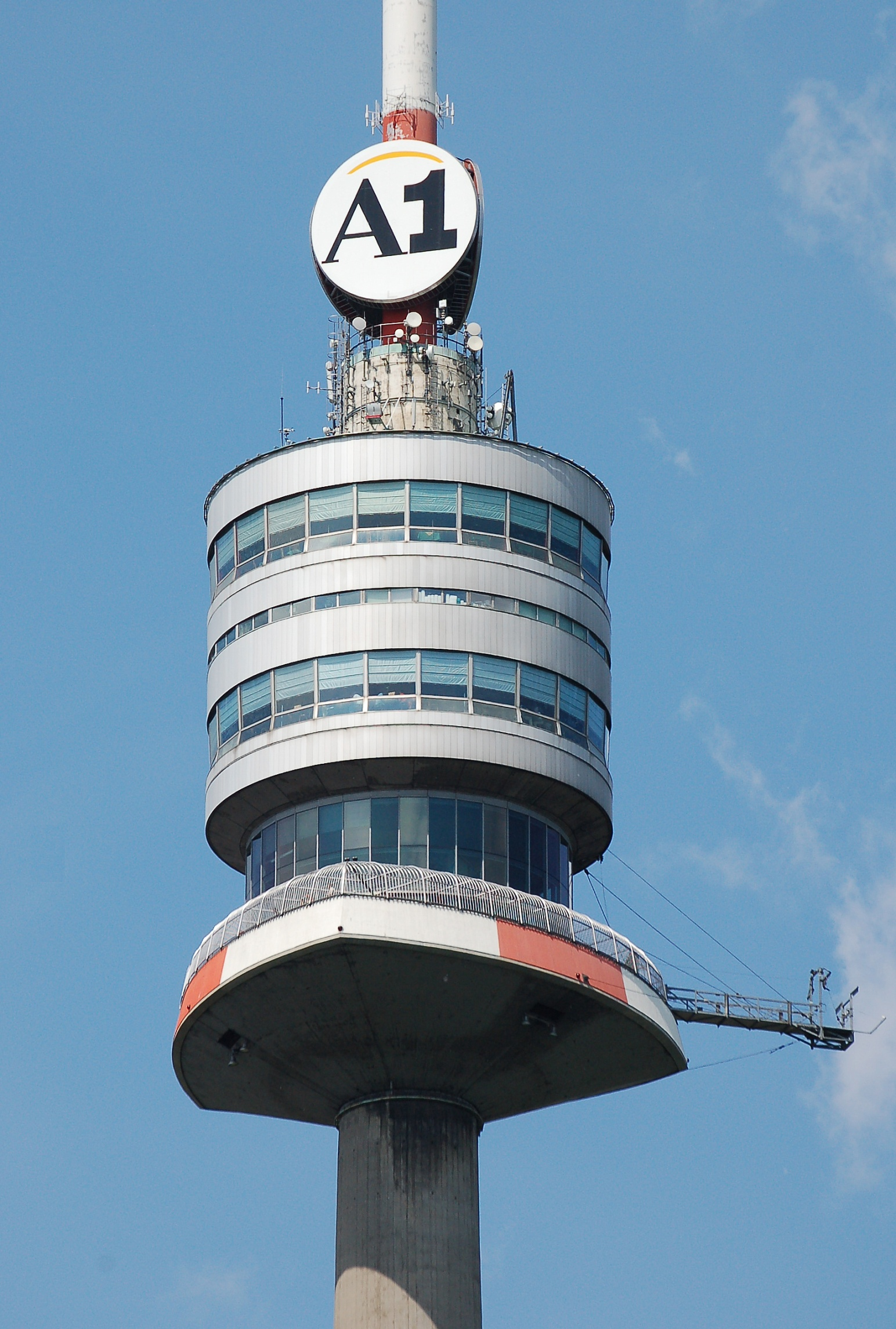
Turmkorb mit Bungee-Jumping-Plattform (bis 2018)

Das Tragwerk des geschlossenen Turmkorbs, der von den Errichtern auch als Gondel oder Turmkopf bezeichnet wird, beginnt auf einer Höhe von 155,9 Metern, ähnlich wie bei der Aussichtsterrasse, mit einer kegelförmigen Stahlbetonschale. Diese weitet sich bis auf Höhe 158,9 Meter zum größten Außenradius des Turmkorbs von 9,30 Metern auf. Noch innerhalb der Stahlbetonschale befindet sich auf 157,4 Meter ein Installationsgeschoß. Die beiden oberen Geschoße und das Dach des Turmkorbs sind freitragende Stahlkonstruktionen, wobei das Dach mit schrägen Zugstangen am Turmschaft aufgehängt ist.
Beim Aufstieg von der Kinderterrasse über eine um den Turmschaft geschlungene Wendeltreppe, die auf die Turmcafé-Ebene, die unterste der drei öffentlichen Ebenen der Gondel führt, kommt man an der Zutrittstüre zum Installationsgeschoß vorbei.
Auf 165 Metern Höhe befindet sich das Zentralgeschoß. Auf dieser Erschließungsebene befindet sich in der einen Kreishälfte die oberste Aufzugsstation, der Hauptausstieg, mit einer Art Vorraum. Links und rechts vom Aufzug finden sich über jeweils zwei Podeste erreichbare große Aussichtsfenster. An der Außenseite gelegen befinden sich die mit Fenstern versehenen Toiletten, die ebenso einen Blick auf die Umgebung ermöglichen. Die zweite Hälfte der Ebene, abgetrennt vom öffentlichen Bereich, ist der Küche vorbehalten, die mit zwei Küchenaufzügen mit den beiden Gastronomiebereichen der Gondel verbunden ist.
Vom Zentralgeschoß führen zwei eher schmale Doppeltreppen mit Zwischenpodest zu den oberhalb und unterhalb gelegenen Drehrestaurants. Das Kaffeegeschoß befindet sich in 161,15 („160“), das Restaurantgeschoß in 169,4 („170“) Metern Höhe.
Wie vom Architekten geplant, wurden die Drehrestaurants zur Eröffnung und später die meiste Zeit über als Café und Restaurant betrieben. Die Inneneinrichtung war ursprünglich weitgehend identisch ausgeführt. Üblicherweise standen Tische für jeweils sechs oder acht Personen mit der Schmalseite an der Außenwand, sodass pro Ebene insgesamt 130 Personen Platz fanden. Heute ist das Turmrestaurant mit Zweier-, Vierer- und Achtertischen und das untere Turmcafé gemischt mit Sechser- und Achtertischen und kleineren Vierertischen bestückt. Beide Plattformen bieten einen abwechslungsreichen Blick über die österreichische Bundeshauptstadt und bei entsprechender Wetterlage bis in zirka 80 km Entfernung. An der feststehenden abgehängten Decke befinden sich radiale Richtungsweiser zu markanten Aussichtspunkten.
Die beiden Drehbühnen mit den Tischbereichen der Restaurants, weltweit erstmals mit sich mitdrehenden Glasfassaden, sind auf je 96 gummigelagerten Laufrollen auf dem Tragwerk aufgesetzt. Über getrennte Dreheinrichtungen der MAN Maschinenfabrik Augsburg Nürnberg werden sie je Ebene mit einem Dreiganggetriebe von Ritzel auf Drehkranz von jeweils einem Elektromotor angetrieben. Daraus ergibt sich für jedes der beiden Restaurants eine Drehzeit von heute 26, 39 oder 52 Minuten je voller Umdrehung. Um die Laufrollen verschleißbedingt zu tauschen, können in jeder der beiden Wartungsebenen unterhalb der Drehbühnen die Elemente von Führungsschienen mit jeweils mehreren Rollen ausgebaut werden. Das einzeln ausgebaute Element wird zerlegt, die Rollen getauscht, anschließend zusammengebaut und wieder an seinem Platz eingesetzt. Danach erfolgt selbige Prozedur mit dem nächsten Element. Die Laufrollen werden gewöhnlich jedes Jahr im Jänner, wenn der Donauturm für ein paar Tage für Wartungsarbeiten geschlossen ist, gewartet und einzelne Rollen des Drehkranzes ausgetauscht bzw. erneuert.

### Stahlmast
Der Stahlmast ist über 1,20 Meter in der mit entsprechender Bewehrung versehenen Abschlussplatte des Turmschafts eingespannt. Der Mast beginnt sichtbar auf Höhe 181,95 und hat bis zu seinem oberen Ende auf 250 Meter eine Gesamtlänge von 68,05 Metern. Der oberste Bereich des Stahlmastes, oberhalb des oberen Logos, ist zur Reduzierung der Windanfälligkeit als Scruton-Wendel realisiert – eine schraubenähnliche Windung, die als Störkörper fungiert. Außermittig am Mastrand aufgesetzt ist noch ein rund 2 Meter hoher Aufbau, sodass sich damit insgesamt die bekannten 252 Meter Höhe des Donauturms ergeben. Der Aufbau beherbergt ganz an der Spitze ein Windmessgerät und eine Blitzschutzanlage.

#### Oberes Logo

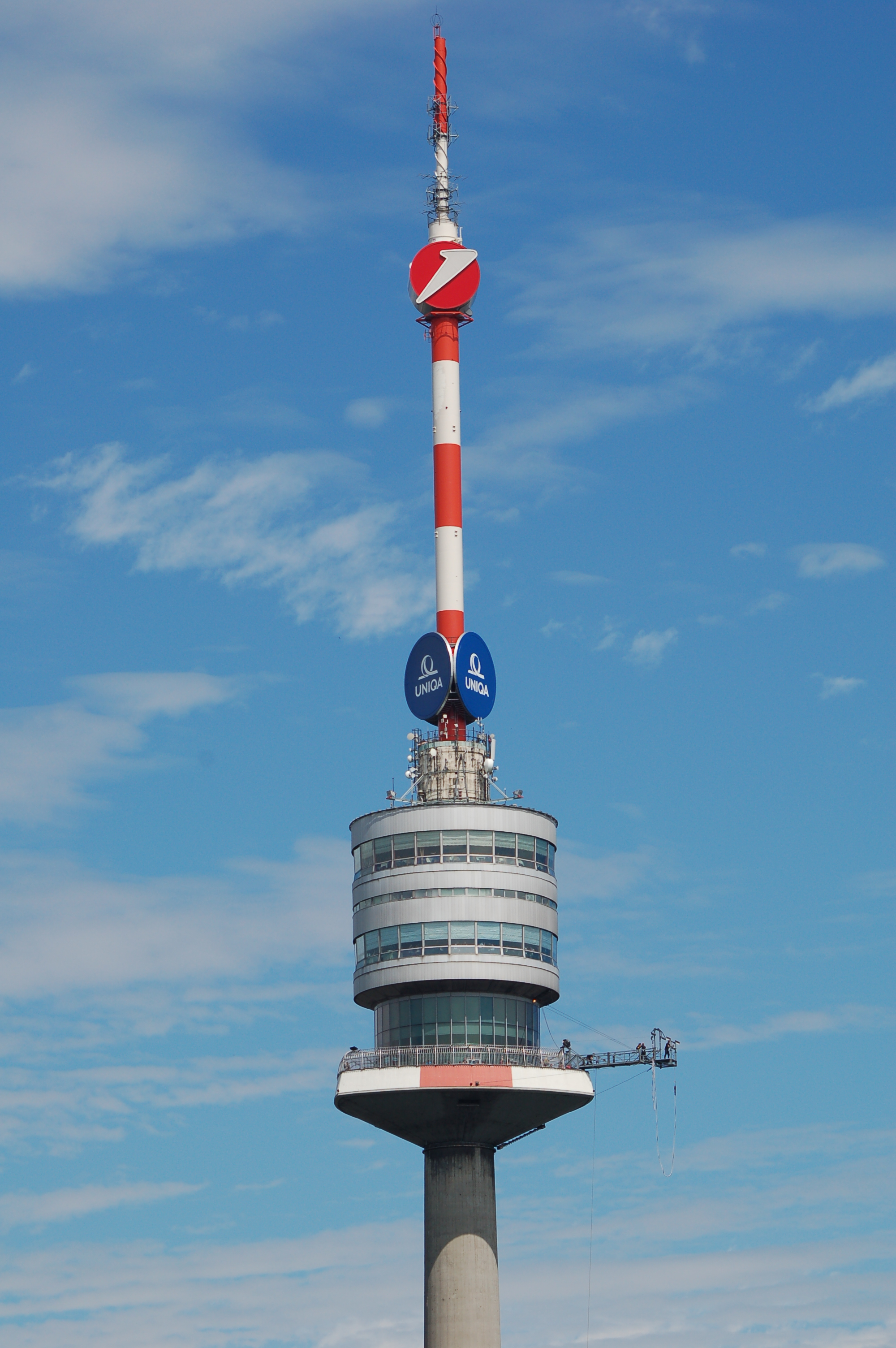
Donauturm mit oberem und unterem alten Logo (Juli 2012)

In rund 225 m war ab Fertigstellung des Donauturmes 1964 bis über mehr als drei Jahrzehnte das sich drehende dreifache „Z“ der Zentralsparkasse angebracht.
Im Jahr 1998 wurde das „Z“ samt dessen Unterbau mit den drei kreisrunden Rahmen abgebaut und anstelle dessen mit Hilfe eines Hubschraubers eine neue Unterkonstruktion zur Aufnahme von nur mehr zwei Logoseiten montiert. An dieses Tragwerk wurde das sich ebenfalls wieder um die Mastachse drehende Logo, die „Rote Welle“ der Bank Austria, angebaut. Die beiden Logohälften waren jeweils 10 Meter lang und 6,5 Meter hoch. Die Unterkonstruktion und das etwa 3,5 Tonnen schwere Doppellogo hatten ein Gewicht von rund 17,6 Tonnen.
Ungefähr im Februar 2008 wurde das Bank-Austria-Logo abmontiert, um dem neuen Unternehmenslogo der nunmehrigen „UniCredit Bank Austria“ Platz zu machen. Die beiden zuvor am Boden zusammengebauten kreisrunden Rahmen mit dem Logo wurden im September 2008, wiederum mit Hilfe eines Hubschraubers, am verbliebenen Logotragwerk montiert. Das Gewicht des gesamten Aufbaus samt dem neuen Logo blieb nahezu unverändert bei rund 17,6 Tonnen.

#### Unteres Logo
Knapp oberhalb des Turmschafts in rund 189 Metern Höhe war ab 1964 für über mehr als drei Jahrzehnte das sich drehende dreifache „Schwechater“-Logo in Form eines weißen stilisierten Bierglases im weißen Kreis angebracht.
Im Lauf der 1990er Jahre wurden die Leuchtstoffröhren vom Kreis und dem stilisierten Bierglas des „Schwechater“-Logos entfernt, um auf den erhalten gebliebenen kreisrunden Rahmen später das A1-Logo der Mobilkom Austria zu montieren. Nach dessen Entfernung, ungefähr im Februar 2008, wurde lange Zeit kein Ersatz angebracht. Die Konstruktion mit den drei alten „Schwechater“-Rahmen war am Mast verblieben und weithin als leeres Gebilde sichtbar. Von 2012 bis 2018 diente diese als Werbefläche für den Versicherungskonzern Uniqa. 2018–2024 befand sich das Logo des Glückspielkonzerns Novomatic auf der runden Unterkonstruktion des Donauturms.
Seit 29. Februar 2024 befindet sich das Logo des Mobilfunkanbieters spusu am Turm.

### Aufzugsanlagen

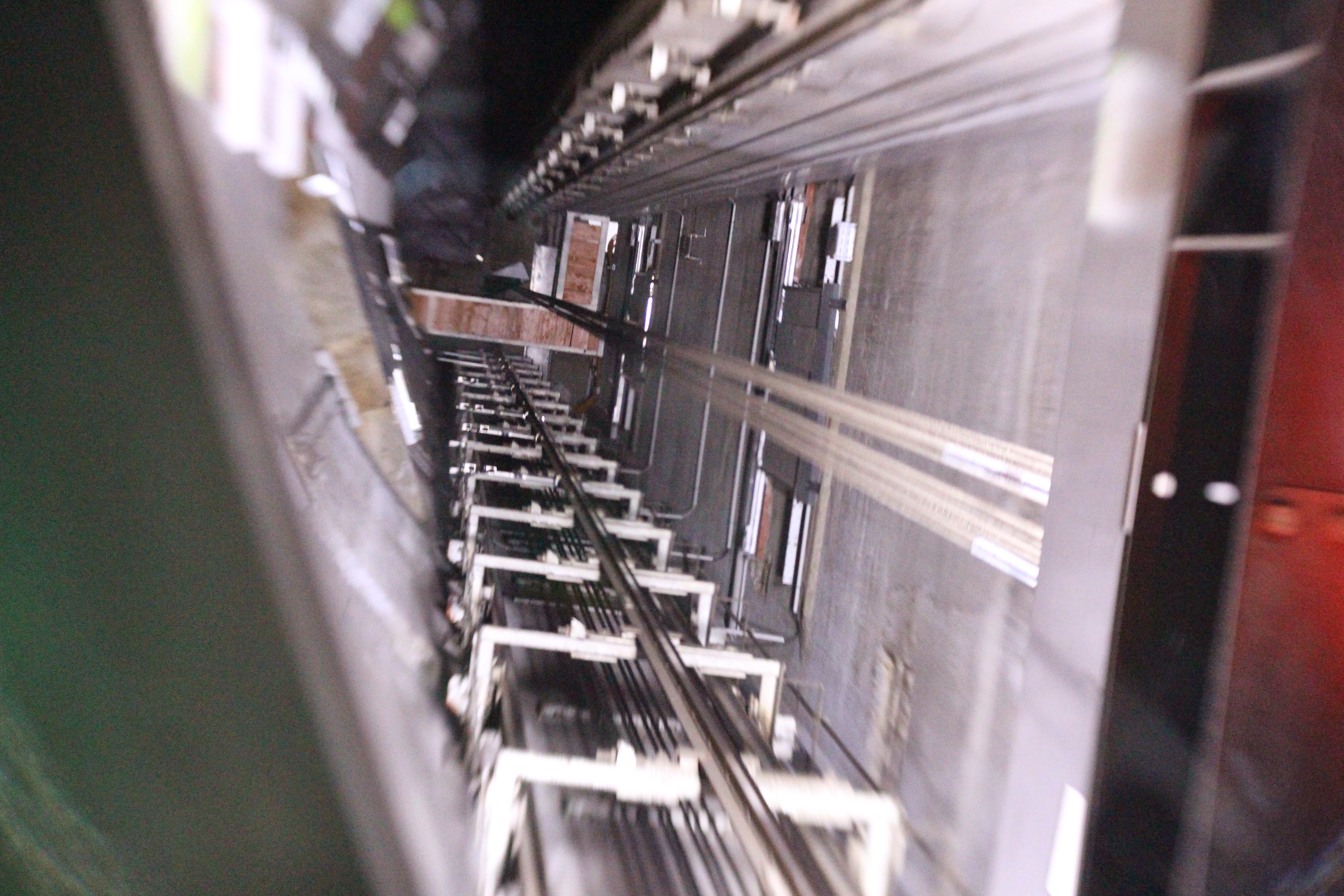
Blick in den Aufzugschacht des Donauturms

Die beiden von Ing. St. Sowitsch & Co. errichteten Aufzüge beförderten bis 18. Jänner 2010 je maximal 15 Personen inklusive des obligatorischen Aufzugsführers innerhalb von 35 Sekunden mit 6,10 m/s zum Zentralgeschoß. Im Jahr der Eröffnung waren dies Europas schnellste Expressaufzüge. In Wien ist heute der Aufzug im Millennium Tower etwa gleich schnell. Die Aufzüge im Donauturm sind für 1600 Personen pro Stunde ausgelegt. Im Aufzugsdach befindet sich ein Sichtfenster, über welches man die Fahrt mitverfolgen kann. Der nördliche Aufzug wurde als Doppeldeckeraufzug ausgeführt und war der erste seiner Art in Österreich. Im Unterdeck werden gleichzeitig die Hauptmahlzeiten von der Küche im Keller ins Restaurant transportiert. Bei starkem Wind fahren die Aufzüge nur mit 2,5 m/s, da durch die mögliche Schwankung des Turmes die Bewegung der Aufzugskabel gefährlich sein könnte. Zwischen dem 18. und 29. Jänner 2010 wurden die Aufzüge nach einer Beförderungsleistung von 20 Millionen Besuchern und einer zurückgelegten Wegstrecke von 750.000 Kilometern außer Betrieb genommen und einer Generalüberholung unterzogen. Dabei wurden die seit der Eröffnung 1964 in Betrieb befindlichen Antriebsmotoren und Kabinen erneuert. Im Jahr 2010 wurden die Aufzugsanlagen abermals saniert und im Hinblick auf Antrieb und Steuerung auf den letzten Stand der Technik gebracht. Durch den Einsatz regenerativer Antriebe konnte eine Energieeinsparung von mehr als 40 % erreicht werden.

## Nutzung

### Tourismus und Besucherzahlen

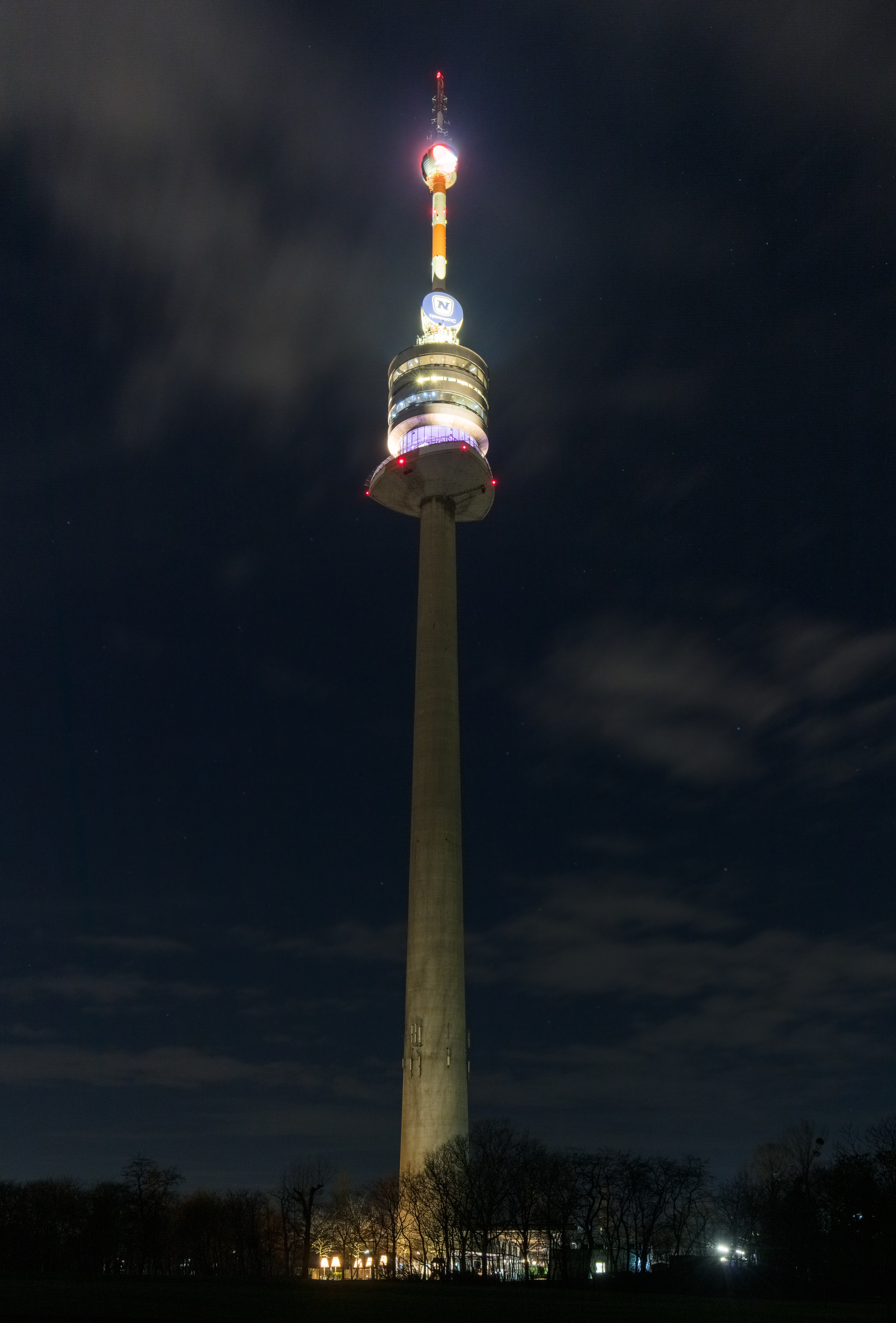
Donauturm in der Nacht

Der Donauturm gehört prägend zum Wiener Stadtbild und bietet als Aussichtspunkt einen bis zu 80 Kilometer weiten Fernblick über die Stadt und deren Umgebung, bei guten Sichtverhältnissen bis Rax und Schneeberg in Richtung Süden, ebenso wie nach Bratislava in Richtung Osten. Er ist zu einer beliebten und international bekannten Touristenattraktion geworden.
Auf der vom Wiener Tourismusverband erstellten Liste der meistbesuchten Sehenswürdigkeiten Wiens liegt der Donauturm im Jahr 2008 mit 419.635 Besuchern auf Platz 9. In den Jahren 2000 bis 2007 besuchten demnach jährlich zwischen 358.977 (2003) und 415.000 (2007) Menschen den Donauturm. Die von der Betreibergesellschaft veröffentlichten Zahl weicht davon leicht ab: Auf der Website des Turms ist von jährlich rund 420.000 Besuchern die Rede.
Im Jahr der Eröffnung teilten sich 13 Liftführer die Schichten, um die 595.134 Besucher auf den Turm zu befördern, trotzdem kam es zu zweistündigen Wartezeiten. 1972 wurde der dreimillionste Besucher begrüßt. 1982, im Jahr der Eröffnung der Brigittenauer Brücke, die eine direkte Anbindung des Donauturms an das Autobahnnetz schuf, wurden ungefähr 400.000 Besucher verzeichnet. Bis 1984, in den ersten 20 Jahren seines Bestehens, verzeichnete der Donauturm rund sieben Millionen Besucher.
Von 1965 bis 1980 entwickelten sich die Besucherzahlen nach Angaben der Betreibergesellschaft „unspektakulär“ – erst im Jahr 1988 wurden erstmals wieder über eine halbe Million Besucher gezählt, je zur Hälfte von österreichischen und von ausländischen Gästen. Der Umsatz erhöhte sich in diesem Jahr um 13 % auf 95 Millionen Schilling; umgerechnet 6,9 Millionen Euro. Ein Jahr später erreichten die Besucherzahlen mit rund 558.000 Besuchern ihren bisherigen Höhepunkt.
2004, im Jahr des 40-jährigen Bestandsjubiläums, hatten seit der Eröffnung im Jahr 1964 insgesamt rund 16,5 Millionen Menschen den Donauturm besucht: Während des Jubiläumsfestes vom 4. bis 6. Juni 2004 wurden mehr als 20.000 Besucher gezählt, davon 11.000, die auch auf den Turm hinauffuhren. Am 16. Juni 2005 wurde der siebzehnmillionste Gast empfangen. Die damaligen Donauturm-Geschäftsführer Gerhard Schrefl und Wolfgang Steinschaden überreichten dem Jubiläumsbesucher einen Donauturm-VIP-Pass, der ihm und einer Begleitperson ein Leben lang den kostenfreien Besuch sämtlicher Wolkenkratzer der World Federation of Great Towers ermöglicht, zu denen auch der Donauturm gehört.

### Der Stahlmast als Werbeträger
Auf dem Stahlmast wurden in einer Höhe von 225,4 Metern und auf 188,9 Meter zwei große Reklamezeichen in Neonbeleuchtung angebracht, geliefert von den Siemens-Schuckertwerken. Es handelte sich dabei um die Logos der beiden Eigentümergesellschaften Zentralsparkasse und Brauerei Schwechat. Nach Krapfenbauer (1964) waren „dies (zum Zeitpunkt der Errichtung) die höchsten Neon-Großanlagen der Welt“. Laut Unicredit Bank Austria, der früheren Zentralsparkasse, war deren obere Reklame bereits zum Zeitpunkt der Erstellung eines der höchsten sich drehenden Werbelogos der Welt.
Die um die Mastachse drehbaren Konstruktionen waren für beide Neonreklamen gleich: In jeweils drei kreisrunden Rahmen, im Dreieck rund um den Mast montiert, waren die Unternehmenslogos eingepasst. Der Antrieb zur Drehung erfolgte mit Ritzel und Zahnradring.
Über mehrere Jahre der 2000er hinweg wurde auch ein Teil des Turmschafts als Werbeträger genutzt. Für das Handelsunternehmen Esprit wurde der obere Teil des Schafts mit einem roten Esprit-Banner umhüllt. Die Länge entsprach genau der Fallstrecke der Bungee-Springer.

### Meteorologie und Luftgütemessung
Im Stahlrohrmast, der über eine Treppe begehbar ist, befinden sich meteorologische Geräte, „die bisher (1962) in dieser Höhe nicht ständig beobachtet werden konnten“. Nach Krapfenbauer (1964) trägt der Stahlrohrmast weiters Einrichtungen zur Messung der Radioaktivität der Luft sowie eine Relaisstation für den Polizeifunk.
Auf der Aussichtsterrasse in 150 Metern Höhe befinden sich seit 1964 Messstationen: Die ZAMG erfasst Wetterdaten wie Temperatur, Luftfeuchtigkeit und Windgeschwindigkeit, das Physikalische Institut der Universität Wien betreibt Messstation für Immissionsmessung, gemessen werden seither Kohlendioxid und Aerosole. Im Februar 1969 wurde zusätzlich eine Anlage zur „Kohlenstoffmonoxid+Kohlenwasserstoffe-Messung“ installiert. Die Messergebnisse waren Basis für einen Luftalarmplan und ein Luftreinhaltegesetz.
Beim Bau des Turmes wurde bereits auf die künftige Nutzung als meteorologische und Immissionsmessstation Rücksicht genommen. Deshalb wurden im Betonschaft Ausnehmungen für Messgeräte und Stützpunkte eingeplant. Unter Einbeziehung des Stahlrohrmastes ist es damit möglich, die kontinuierliche Veränderung der Temperaturschichtung der Atmosphäre (Inversion) bis zu einer Höhe von etwa 200 Metern zu beobachten.

### Nutzung für Sport und Veranstaltungen

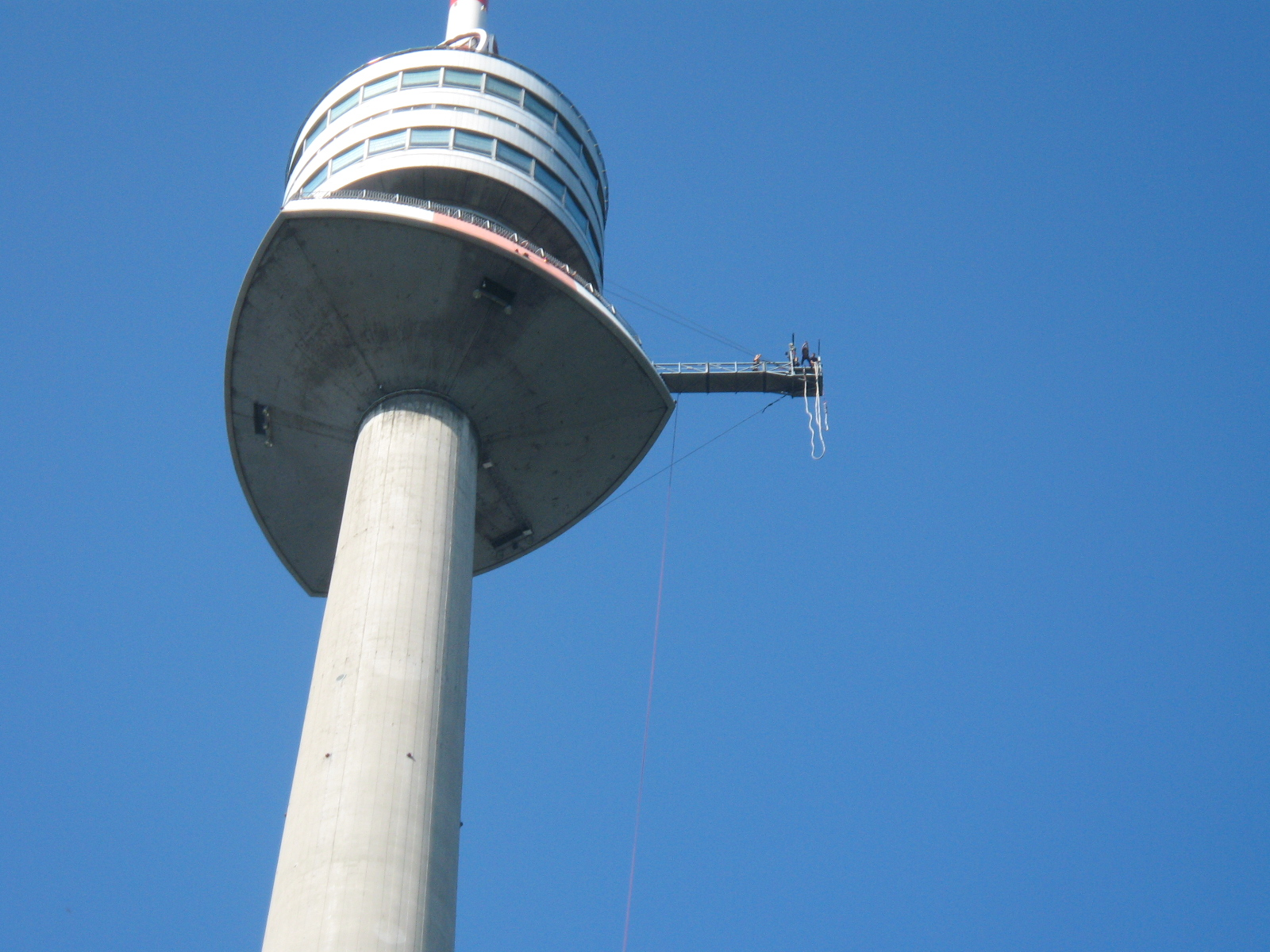
Bungee-Springer kurz vor dem Absprung. Bungee-Jumping war von 2001 bis 2018 am Donauturm möglich.

1992 wurde der erste Treppenlauf gestartet. Der Sieger schaffte die 776 Stufen im Turmschaft in 4:02 Minuten. Rekordhalter bei den Herren ist Markus Zahlbruckner in der Zeit von 3:31,71 Minuten. 2004 wurden die Stufen für den Donauturmlauf neu gezählt und alle 10 Stufen eine Markierung angebracht. Seither werden 779 Stufen und 60 Podeste angegeben. Andrea Mayr stellte 2008 bei den Damen in einer Zeit von 4:04,70 Minuten den Rekord auf. Der Teilnehmerrekord wurde 2003 mit 389 Sportlern verzeichnet. 2009 konnte der Lauf wegen Vorbereitungsarbeiten zur Sanierung der Liftanlagen nicht durchgeführt werden. Auch danach wurde der Treppenlauf nicht mehr ausgetragen, er findet seit 2010 im Millennium Tower statt.
An die untere Aussichtsplattform wurde eine im April 2001 eröffnete Absprungrampe für Bungee-Sprünge angebaut, die im selben Jahr von rund 1000 Menschen genutzt wurde. Im Jahr 2018 wurde sie wieder demontiert. Die Rampe befand sich auf einer Höhe von 152 Meter, dadurch bedingt, dass die Anlage über dem Betongeländer der Aussichtsplattform angebracht war. Betrieben wurde die Anlage von der Jochen Schweizer Events GmbH.
Der blinde Bergsteiger Andy Holzer kletterte 2006 zugunsten von Licht ins Dunkel auf den Donauturm. Er benötigte für die 150 Meter rund 90 Minuten. Der Klettersteig wurde nach der Aktion wieder abmontiert.
Die Treppenlauf-Europameisterschaft wurde vom 20. bis zum 22. Juni 2014 im Donauturm und an zwei weiteren Orten in der nahen Tschechischen Republik und der Slowakei abgehalten.
Darüber hinaus wird der Donauturm für Abseil- und Rettungsübungen beispielsweise von der WEGA oder von Rettungsorganisationen verwendet.
Die Nutzung des Turms für einen für Anfang September 2013 geplanten Base-Jumping-Wettbewerb wurde von den Behörden der MA64 wegen zu großer Gefahr nicht bewilligt.
Auf dem Donauturm können Paare standesamtlich heiraten. Die Hochzeitsfeier sowie weitere Events für private Anlässe sowie Firmenfeiern können am Donauturm gebucht werden.

### Sendeeinrichtungen

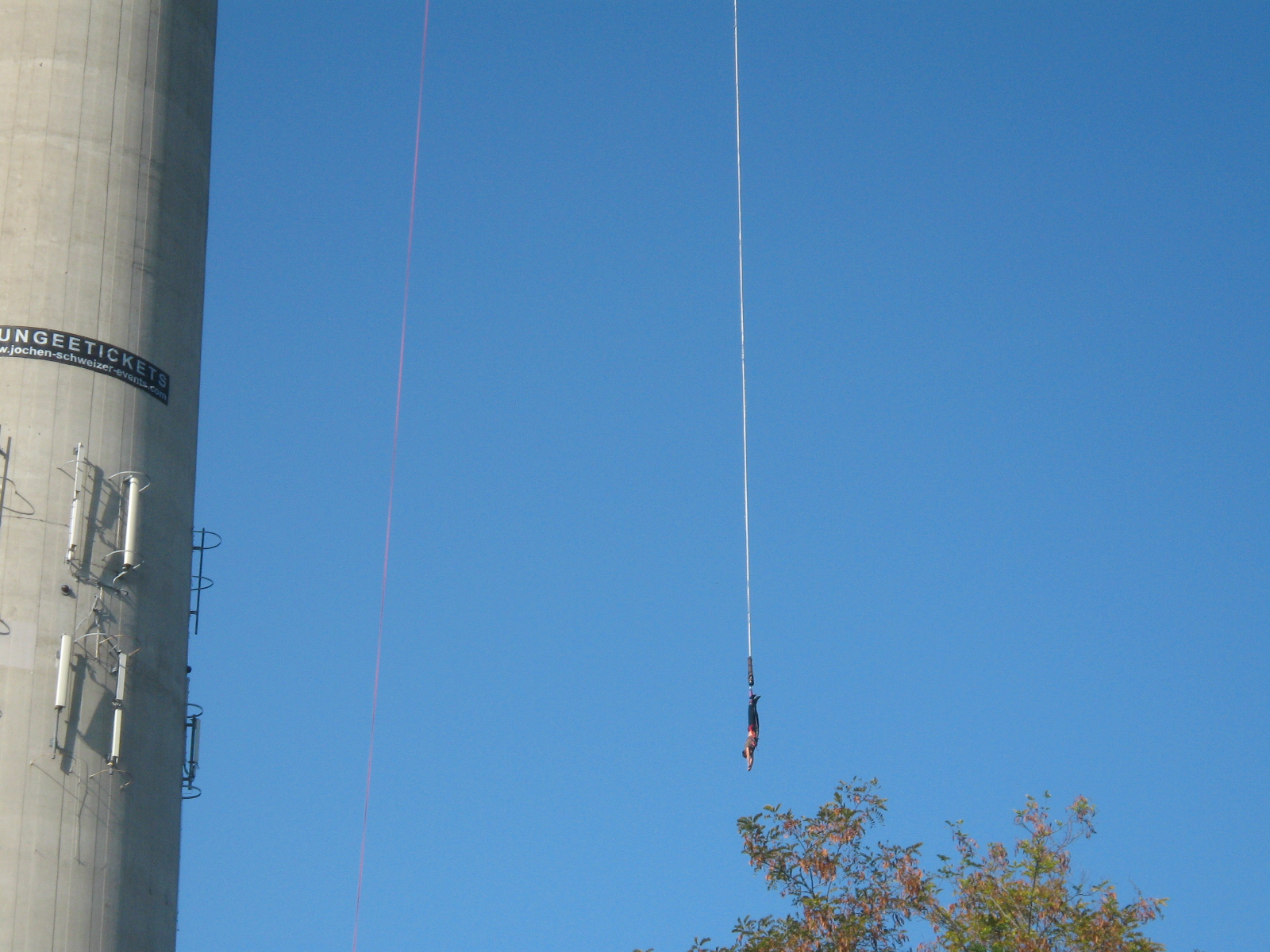
Mobilfunkantennen und Bungee-Springer

Der Donauturm dient als Träger für drei GSM / UMTS / LTE-Anlagen (A1, H3A und Magenta). Diese wurden am untersten Drittel des Turmschafts angebracht. Sowohl am Turmkopf als auch am Stahlmast befinden sich Sendeeinrichtungen diverser Funkdienste. Die Rundfunksendestation des Donauturms heißt WIEN 4.
Auf dem ursprünglich als Aussichtsturm errichteten Bauwerk ohne Funk- bzw. Fernmeldefunktion, vom Polizeifunk am Stahlmast abgesehen, wurden nach der Rundfunkliberalisierung von Radio und Fernsehen ab 1998 UKW-Sendeeinrichtungen auf dem Turmkopf angebracht. Seither senden einige private Regionalradiosender vom Donauturm, der die Funkstellenkennung „WIEN 4“ trägt. Derzeit werden folgende Radioprogramme von hier aus ausgestrahlt (Stand Oktober 2019):
| Frequenz (MHz) | Programm                  | RDS PS                              | Senderlogo | RDS PI                | Regionalisierung | ERP (kW) | Antennendiagramm rund (ND)/gerichtet (D) | Polarisation horizontal (H)/vertikal (V) |
| -------------- | ------------------------- | ----------------------------------- | ---------- | --------------------- | ---------------- | -------- | ---------------------------------------- | ---------------------------------------- |
| 92,9           | Radio Arabella            | ARABELLA                            |            | A3DE/ ACDE (regional) | Wien             | 2,8      | D (140°–300°)                            | M                                        |
| 94,0           | Radio Orange              | -ORANGE-                            |            | AC53                  | –                | 0,4      | D (230°–110°)                            | H                                        |
| 98,3           | 98.3 superfly             | SUPERFLY                            |            | AC61                  | –                | 1,4      | D (190°–280°)                            | H                                        |
| 107,3          | radio klassik Stephansdom | _RADIO__/KLASSIK_/STEPHANS/__DOM___ |            | AC52                  | –                | 2        | D (160°–270°)                            | M                                        |

Problematisch bei den hier eingesetzten Frequenzen ist, dass aus dem Nachbarland Ungarn vom Kab-hegy, einem rund 600 m hohen Berg im Bakonywald westlich von Veszprém, auf der Frequenz 93,9 MHz MR2 Petőfi Rádió und auf der Frequenz 107,2 MHz Sláger Rádió mit einer Sendestärke von 70 kW senden bzw. sendeten. Vor allem auf Wiener Anhöhen kommt ein stärkeres Signal vom Kabhegy als vom Donauturm, trotz der direkten Sicht zum Turm.
Eine Relaisstation des Polizeifunks nutzt den Turm.
Nicht genutzt wird der Turm durch die großteils dem ORF gehörende Österreichische Rundfunksender GmbH (ORS), deren UKW-Radio- und Fernsehhauptsender Sender Kahlenberg sich auf dem wesentlich höheren, auch das östliche Niederösterreich bedienenden Kahlenberg befinden.

## Rezeption
Die erste Darstellung des Donauturms auf einer Briefmarke der Österreichischen Post erfolgte am mit der Ausgabe von einer acht Marken umfassenden Serie „Wien lädt zur WIPA 1965“, die am 20. Juli 1964 herausgebracht wurde. Die Marke mit dem Frankaturwert 1,50 Schilling und 30 Groschen Zuschlag zeigt die Wiener Skyline in östlicher Richtung mit der Kirche Maria am Gestade und im Hintergrund den Donauturm. Die Form des Turmkorbes weicht von der realisierten Form ab, so dass man sich bei der Übernahme in die grafische Darstellung der Marke vermutlich an einer Planungsskizze orientiert hat.
Der Donauturm ist auf einer Blockausgabe der Österreichischen Post (Block Nr. 8, Michel Nr. 1864) aus dem Jahr 1986 zu sehen. Auf der Marke mit einem Frankaturwert von sechs Schilling zur Wiener Folgekonferenz der Konferenz über Sicherheit und Zusammenarbeit in Europa ist eine isometrische Luftaufnahme der Innenstadt Wiens aus nordwestlicher Richtung zu sehen und am Rand der Donaupark mit dem Donauturm. Der zugehörige Ersttagsbrief mit dem Ausgabedatum 4. November 1986 zeigt Fotografien vom Stephansdom, dem Riesenrad und dem Donauturm.
Zur WIPA 2008 veröffentlichte die Österreichische Post ein weiteres Mal eine Briefmarke, auf der man die Bauwerke der Donau City inklusive des Donauturms sah. Die selbstklebende Marke (Michel Nr. 2789) mit dem Frankaturwert von 55 Cent kam am 2. September 2008 heraus.
In der 200. Folge von Soko Donau ist der Donauturm Hauptschauplatz.

## Zitate
Anlässlich der Sonderausstellung Alt Wien. Die Stadt, die niemals war (25. November 2004 bis 28. März 2005) im Historischen Museum der Stadt Wien erschien ein Ausstellungskatalog. Darin ist zu lesen:

„[…] fiel auch der […] Donauturm als Zeugnis von unsicherem Prestigedenken seinem Spott anheim, weil sich Wien durch seinen ‚aus reiner Hetz‘ gebauten Turm zur ‚Weltstadt des freiwilligen Humors‘ qualifiziert habe.“

Zu einer ähnlichen Einschätzung über Wien und seinen Donauturm – über die Motive einen Aussichtsturm in die Ebene an der Donau zu stellen – kam auch schon zwei Jahrzehnte früher der Autor des damals aktuellen MERIAN Reiseführer Wien:

„In Wien gibt es einen ‚Fernsehturm‘, der mit Fernsehen nicht das geringste zu tun hat und auch gar nicht haben könnte. Er befindet sich nämlich an der tiefstgelegenen Stelle der Stadt. Das zweckentfremdete Gebilde […] entstand 1964 anlässlich der Wiener Internationalen Gartenschau. Ein Aussichtsturm, geschaffen aus eitel Freude an der Höhenluft? Eher ist er als Zeugnis kleinkarierter Großmannssucht zu werten, typisch für die Verwaltung der Nachkriegsjahre. […]“